# Adrien Théaux
Adrien Théaux, francoski alpski smučar, * 18. september 1984, Tarbes, Francija.
Na Svetovnem prvenstvu v alpskem smučanju 2015 v Vailu je na superveleslalomski tekmi dosegel svoj največji uspeh v karieri. Osvojil je bronasto medaljo.

## Dosežki

### Olimpijske igre
| Prizorišče     | Smuk | Superveleslalom | Veleslalom | Slalom | Kombinacija |
| -------------- | ---- | --------------- | ---------- | ------ | ----------- |
| Vancouver 2010 | 16   | 13              | -          | -      | 12          |
| Soči 2014      | 18   | 11              | -          | -      | 17          |

### Svetovna prvenstva
| Prizorišče       | Smuk | Superveleslalom | Veleslalom | Slalom | Kombinacija |
| ---------------- | ---- | --------------- | ---------- | ------ | ----------- |
| Are 2007         | -    | 26              | -          | -      | 23          |
| Val d'Isere 2009 | 5    | 21              | -          | -      | -           |
| Garmisch 2011    | -    | 10              | -          | -      | -           |
| Schladming 2013  | 10   | 9               | -          | -      | -           |
| Vail 2015        |      | 3               |            |        |             |